# Waterfall (пісня Софо Геловані та Нодіко Татішвілі)
«Waterfall» (укр. «Водоспад») — пісня грузинських співаків Софо Геловані та Нодіко Татішвілі, з якою вони представили Грузію на пісенному конкурсі Євробачення 2013 в Мальме. Пісня була виконана 18 травня у фіналі, де, з результатом у 50 балів, посіла п'ятнадцяте місце.